# تيكر

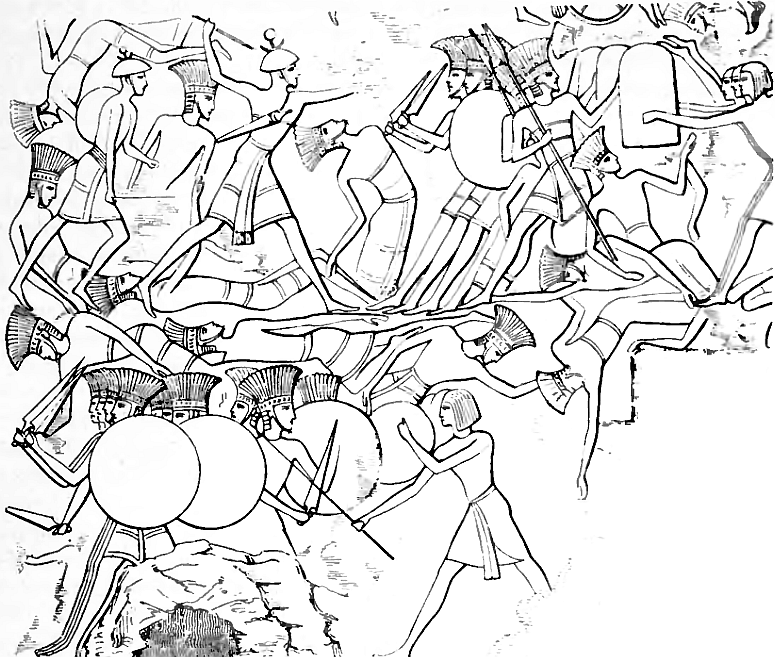
تيكر وبيليست يقاتلون قوات رمسيس الثالث في معركة دجي.

تيكر أو تجيكر هي إحدى شعوب البحر. وعرفوا بشكل رئيسي من قصة ون آمون، حيث وُثِّقت لاحقًا في مدينة هابو، عندما انهزم المغيرين أمام الفرعون رمسيس الثالث ملك مصر في السنوات 5 و 8 و 12 من عهده. يُعتقد بأن شعب التيكر هو الشعب الذين طور ميناء دور في كنعان خلال القرن 12 ق.م من بلدة صغيرة من العصر البرونزي إلى مدينة كبيرة.

## أصلهم
كما هو الحال مع شعوب البحر الأخرى فإن أصل تيكر غير مؤكد. وإسمهم هو اسم أجنبي مصري، وعادة ما يكتب بالأحرف ت.ك.ر، وجرى توسعته ليكون تجكرو-تجكير-دجكّر. يمكن أيضًا كتابتها بالمصري بأحرف مثل س.ك.ل، أي سيكيل أو سيكال. على هذا النحو لا يوجد إجماع على الشكل الأصلي للاسم أو أصله، أو أصل الشعب. عرفتهم بعض النظريات بأنهم السيكوليون من صقلية، ومرتبطين بالشيكلش: اسم أجنبي آخر ينسب إلى مجموعة من شعوب البحر. وهناك نظرية أخرى قدمها فلندرز بيتري تربط لإسم العرقي بساحل زاكروس في شرق جزيرة كريت. وقد قبل بعض العلماء هذا الترابط. تم اقتراح ارتباط محتمل مع التوسريين، وهي قبيلة وصفتها المصادر القديمة بأنها تسكن شمال غرب الأناضول إلى الجنوب من طروادة. ولكن رُفِض هذا الاقتراح باعتباره "تكهنات محضة" لتريفور برايس.

## الاستيطان في دور
ربما احتل التكير مدينة تل دور الواقعة على ساحل كنعان بالقرب من حيفا الحديثة، وحولتها إلى مدينة كبيرة محصنة جيدًا (مصنفة باسم "دور الثانية عشر" حوالي. 1150-1050)، وسط مملكة تكير المؤكدة أثرياً في سهل شارون الشمالي. تم تدمير المدينة بعنف في منتصف القرن 11 ق.م، حيث أدى الحريق إلى تحويل الطوب الطيني إلى اللون الأحمر ووجود طبقة ضخمة من الرماد والحطام. يربط افرايم ستيرن الدمار بالتوسع المعاصر للفينيقيين، والذي حصره الفلستيون والإسرائيليين في الجنوب.
ربما تكون تيكر إحدى شعوب البحر القلائل التي سُجل اسم حاكم لهم - في رواية ورق البردي التي تعود إلى القرن الحادي عشر لقصة ون آمون وهو كاهن مصري أطلق على حاكم دور لقب "بيدر".
وفقًا لإدوارد ليبينسكي كان السيكل (أو التيكر) من مدينة دور هم بحارة أو مرتزقة، وكان لقب الحاكم المحلي نائب ملك صور أو بيدر.
لم يتم ذكر تيكر بعد قصة ون آمون.